# Waalse Pijl 1943
De zevende editie van de Waalse Pijl werd gehouden op zondag 23 mei 1943. Het parcours van deze Belgische wielerwedstrijd had een lengte van 208 kilometer. Aan de start in Bergen verschenen 81 renners. Dit was een verdubbeling ten opzichte van 1942 toen met veertig deelnemers het laagste aantal werd bereikt. De wedstrijd stond dit jaar twee maanden vroeger, mei in plaats van juli, op de wielerkalender. De finish was voor het eerst in Charleroi.  

## Koersverloop
De 28-jarige Belgische winnaar Marcel Kint behoorde tot een kopgroep van achttien renners. Op vijf kilometer voor de meet ging de regerend wereldkampioen er alleen vandoor. Kint finishte met tien seconden voorsprong op de achtervolgende groep waarvan Georges Claes de sprint won. Als derde kwam Désiré Keteleer over de eindstreep. Alle 46 gefinishte renners waren afkomstig uit België.
Met de zege in de Waalse Pijl behaalde Kint zijn derde grote overwinning in 1943. Op 25 april won hij Parijs-Roubaix en op 2 mei zegevierde hij in de Ronde van Limburg.
| Waalse Pijl 1943 |                  |                    |          |
| Plaats           | Naam             | Ploeg              | Tijd     |
| Winnaar          | Marcel Kint      | Mercier-Hutchinson | 5u40'00" |
| 2                | Georges Claes    | Helyett-Hutchinson | + 10"    |
| 3                | Désiré Keteleer  | Helyett-Hutchinson | z.t.     |
| 4                | Armand Putzeys   | Métropole-Dunlop   | z.t.     |
| 5                | Ernest Sterckx   | individueel        | z.t.     |
| 6                | Jacques Geus     | Helyett-Hutchinson | z.t.     |
| 7                | Jérôme Dufromont | individueel        | z.t.     |
| 8                | Jules Lowie      | Mercier-Hutchinson | z.t.     |
| 9                | Omer Thys        | individueel        | z.t.     |
| 10               | Jef Moerenhout   | Dilecta-Wolber     | z.t.     |

1936 · 1937 · 1938 · 1939 · 1940 · 1941 · 1942 · 1943 · 1944 · 1945 · 1946 · 1947 · 1948 · 1949 · 1950 · 1951 · 1952 · 1953 · 1954 · 1955 · 1956 · 1957 · 1958 · 1959 · 1960 · 1961 · 1962 · 1963 · 1964 · 1965 · 1966 · 1967 · 1968 · 1969 · 1970 · 1971 · 1972 · 1973 · 1974 · 1975 · 1976 · 1977 · 1978 · 1979 · 1980 · 1981 · 1982 · 1983 · 1984 · 1985 · 1986 · 1987 · 1988 · 1989 · 1990 · 1991 · 1992 · 1993 · 1994 · 1995 · 1996 · 1997 · 1998 · 1999 · 2000 · 2001 · 2002 · 2003 · 2004 · 2005 · 2006 · 2007 · 2008 · 2009 · 2010 · 2011 · 2012 · 2013 · 2014 · 2015 · 2016 · 2017 · 2018 · 2019 · 2020 · 2021 · 2022 · 2023 · 2024 · 2025 · 2026
Lijst van beklimmingen